# Razjezd Antoniny Pietrowoj
Razjezd Antoniny Pietrowoj (ros. Разъезд Антонины Петровой) – mijanka i przystanek kolejowy w lasach, w rejonie łużskim, w obwodzie leningradzkim, w Rosji. Położona jest na linii dawnej Kolei Warszawsko-Petersburskiej, w znacznym oddaleniu od osad ludzkich.
Poprzednio nosiła nazwę 112 km. 16 maja 2001 decyzją Zgromadzenia Ustawodawczego Obwodu Leningradzkiego zmieniono nazwę na obecną, upamiętniającą komunistyczną partyzantkę Antoninę Pietrową.